# Медем, Ида фон
Баронесса Ида фон Медем (в девичестве Куровская; нем. Ida von Medem; 12 марта 1836, Spurgle, Варминско-Мазурское воеводство — 21 марта 1922, Дессау, Свободное государство Ангальт) — немецкая писательница.

## Биография
Ида фон Куровская родилась 12 марта 1836 года в прусском городке Споргелне (после Второй мировой войны — Spurgle, Польша). Её отец, Александр фон Куровский, владел поместьем в Восточной Пруссии. Молодость она провела в поместье родителей.
Затем она вышла замуж за капитана прусской армии Отто фон Медема, с которым жила в разных гарнизонных городках. Во время Франко-прусской войны её супруг погиб и она навсегда осталась вдовой. 
Лишь в возрасте пятидесяти лет Ида фон Медем начала пробовать свои силы как литератор и публиковать свои произведения под псевдонимом «Иоахим фон Дюров» (нем. Joachim von Dürow).
Фон Медем некоторое время жила во Франкфурте-на-Одере, а в 1899 году переехала в саксонский город Плауэн. 
Она написала много романов, среди которых выдаются: «Strahlendorf und Reetzow», «Juchhe und Oweh», «Auf Befehl seiner Hoheit», «Die Herrin von Bothenstein», «Graf Ede», «Im Schatten des Hospitals», «Fern von Madrid», «Auf dem Knüppeldamm», «Monsieur Lacoste» (1901).
Ида фон Медем умерла 21 марта 1922 года в Дессау.